# NGC 1299
NGC 1299 este o galaxie spirală situată în constelația Eridanul. A fost descoperită în 27 ianuarie 1785 de către William Herschel. Se află la o distanță de 27,54 de megaparseci de Pământ.